# Бастай
Бастай (на немски: Bastei) е скално образувание в Саксония, Източна Германия.
Надморската височина на върха му е 305 m. Той се издига на 194 m над протичащата край него река Елба. Бастай е разположен край селището Ратен в Саксонска Швейцария, на 25 km югоизточно от Дрезден. Част е от област, популярна сред катерачите, продължаваща в Бохемска Швейцария от другата страна на границата с Чехия.
Бастай е туристическа атракция от повече от 2 века. Още през 1824 г. за посетителите е построен дървен мост, свързващ няколко от скалите. През 1851 г. е заменен от сегашния каменен Бастайски мост. Скалните образувания са вдъхновявали различни художници, сред които Каспар Давид Фридрих.